# The Game Awards 2017
 (novembre 2020).
La mise en forme du texte ne suit pas les recommandations de Wikipédia : il faut le « wikifier ».
Les points d'amélioration suivants sont les cas les plus fréquents. Le détail des points à revoir est peut-être précisé sur la page de discussion.
- Les titres sont pré-formatés par le logiciel. Ils ne sont ni en capitales, ni en gras.
- Le texte ne doit pas être écrit en capitales (les noms de famille non plus), ni en gras, ni en italique, ni en « petit »…
- Le gras n'est utilisé que pour surligner le titre de l'article dans l'introduction, une seule fois.
- L'italique est rarement utilisé : mots en langue étrangère, titres d'œuvres, noms de bateaux, etc.
- Les citations ne sont pas en italique mais en corps de texte normal. Elles sont entourées par des guillemets français : « et ».
- Les listes à puces sont à éviter, des paragraphes rédigés étant largement préférés. Les tableaux sont à réserver à la présentation de données structurées (résultats, etc.).
- Les appels de note de bas de page (petits chiffres en exposant, introduits par l'outil «  Source ») sont à placer entre la fin de phrase et le point final[comme ça].
- Les liens internes (vers d'autres articles de Wikipédia) sont à choisir avec parcimonie. Créez des liens vers des articles approfondissant le sujet. Les termes génériques sans rapport avec le sujet sont à éviter, ainsi que les répétitions de liens vers un même terme.
- Les liens externes sont à placer uniquement dans une section « Liens externes », à la fin de l'article. Ces liens sont à choisir avec parcimonie suivant les règles définies. Si un lien sert de source à l'article, son insertion dans le texte est à faire par les notes de bas de page.
- La présentation des références doit suivre les conventions bibliographiques. Il est recommandé d'utiliser les modèles {{Ouvrage}}, {{Chapitre}}, {{Article}}, {{Lien web}} et/ou {{Bibliographie}}. Le mode d'édition visuel peut mettre en forme automatiquement les références.
- Insérer une infobox (cadre d'informations à droite) n'est pas obligatoire pour parachever la mise en page.

Pour une aide détaillée, merci de consulter Aide:Wikification.
Si vous pensez que ces points ont été résolus, vous pouvez retirer ce bandeau et améliorer la mise en forme d'un autre article.
Les Games Awards 2017 sont l'édition des Game Awards qui se tient le 7 décembre 2017 et qui distingue des jeux vidéo sortis dans l'année 2017. La cérémonie est présentée par Geoff Keighley au Microsoft Theater. L’événement est retransmis en direct sur internet et attire plus de 11,5 millions spectateurs.

## Nominations
Le 14 novembre 2017 sont annoncées les nominations. Quatre jeux décrochent 6 nominations : The Legend of Zelda : Breath of the Wild, Destiny 2, Super Mario Odyssey et Horizon Zero Dawn. Cette année marque deux changements majeurs. La première étant la création de la catégorie « Jeu en développement » pour récompenser le nouveau système de Game as a service qui commencent à exploser dans le monde du jeu vidéo. La seconde est la séparation de la catégorie « Meilleur jeu mobile/console portable » en « Meilleur jeu mobile » et « Meilleur jeu sur console portable » car les deux sont très différentes.

## Présentation de jeux
Comme tous les ans, plusieurs jeux et mises à jour ont été annoncées. On notera tout d'abord un mini-trailer pour Sekiro : Shadow Die Twice. Seront aussi dévoilé : Bayonetta 3, Sea of Thieves, Death Stranding, Metro Exodus, Dreams…

## Palmarès
Sauf indications contraires, toutes les informations proviennent du site officiel des Game Awards et de GameBlog. Le jeu gagnant est indiqué en gras.
| Meilleur jeu | Meilleure réalisation |
| --- | --- |
| - The Legend of Zelda : Breath of the Wild - Nintendo - Persona 5 - Atlus - Horizon : Zero Dawn - Guerrilla Games /Sony Interactive Entertainment - Super Mario Odyssey - Nintendo - PlayerUnknown's Battlegrounds - PUBG Corp.                                                                                  | - The Legend of Zelda : Breath of the Wild - Nintendo - Horizon : Zero Dawn - Guerrilla Games /Sony Interactive Entertainment - Super Mario Odyssey - Nintendo - Resident Evil 7: Biohazard - Capcom - Wolfenstein II: The New Colossus - MachineGames /Bethesda Softwork                                       |
| Meilleur jeu en évolution | Meilleure narration |
| - Overwatch - Blizzard Entertainment - PlayerUnknown's Battlegrounds - PUBG Corp. - Destiny 2 - Bungie - Grand Theft Auto Online - Rockstar Games - Warframe - Digital Extremes - Tom Clancy's Rainbow Six Siege - Ubisoft                                                                                       | - What Remains of Edith Finch - Giant Sparrow /Annapurna Interactive - Hellblade: Senua's Sacrifice - Ninja Theory - Horizon : Zero Dawn - Guerrilla Games /Sony Interactive Entertainment - Wolfenstein II: The New Colossus - MachineGames /Bethesda Softwork - Nier : Automata - Platinium Games/Square Enix |
| Meilleure direction artistique | Meilleure musique |
| - Cuphead - StudioMDHR - The Legend of Zelda : Breath of the Wild - Nintendo - Horizon : Zero Dawn - Guerrilla Games /Sony Interactive Entertainment - Persona 5 - Atlus - Destiny 2 - Bungie | - Nier : Automata - Platinium Games/Square Enix - Cuphead - StudioMDHR - Persona 5 - Atlus - Destiny 2 - Bungie - The Legend of Zelda : Breath of the Wild - Nintendo - Super Mario Odyssey - Nintendo |
| Meilleur design audio | Meilleure performance d'acteur |
| - Hellblade: Senua's Sacrifice - Ninja Theory - Destiny 2 - Bungie - Resident Evil 7: Biohazard - Capcom - The Legend of Zelda : Breath of the Wild - Nintendo - Super Mario Odyssey - Nintendo | - Hellblade: Senua's Sacrifice - Melina Juergens pour Senua - Horizon : Zero Dawn - Ashly Burch pour Aloy - Wolfenstein II: The New Colossus - Brian Bloom pour B.J. Blazkowicz - Uncharted : The Lost Legacy - Claudia Black pour Chloé Frazer - Uncharted : The Lost Legacy - Laura Bailey pour Nadine Ross   |
| Meilleur jeu à message positif (Games for Impact) | Meilleur jeu indépendant |
| - Hellblade: Senua's Sacrifice - Ninja Theory - Bury Me, my Love - The Pixel Hunt - Life is Strange: Before the Storm - Dontnod Entertainment /Square Enix - Night in the Woods - Infinite Fall - Please Knock on My Door - Levall Games AB - What Remains of Edith Finch - Giant Sparrow /Annapurna Interactive | - Cuphead - StudioMDHR - Hellblade: Senua's Sacrifice - Ninja Theory - Night in the Woods - Infinite Fall - What Remains of Edith Finch - Giant Sparrow /Annapurna Interactive - Pyre - SuperGiant Games |
| Meilleur jeu mobile | Meilleur jeu sur console portable |
| - Monument Valley 2 - ustwo games - Fire Emblem Heroes - Intelligent Systems - Hidden Folks - Adriaan de Jongh and Sylvain Tegroeg - Old Man's Journey - Broken Rules - Super Mario Run - Nintendo | - Metroid: Samus Returns - Mercury Steam/Nintendo - Ever Oasis - Grezzo - Fire Emblem Echoes: Shadows of Valentia - Intelligent Systems - Monster Hunter Stories - Marvelous Entertainment - Yoshi's Woolly World - Good-Feel                                                                                   |
| Meilleur jeu VR/AR | Meilleur jeu d'action |
| - Resident Evil 7: Biohazard - Capcom - Farpoint - Impulse Gear - Lone Echo - Ready at Dawn - Star Trek: Bridge Crew - Red Storm Entertainment - Superhot VR - Superhot Team | - Wolfenstein II: The New Colossus - MachineGames/Bethesda Softwork - Destiny 2 - Bungie - Cuphead - StudioMDHR - Nioh - Team Ninja - Prey - Arkane Studios |
| Meilleur jeu d'action/aventure | Meilleur RPG |
| - The Legend of Zelda : Breath of the Wild - Nintendo - Horizon : Zero Dawn - Guerrilla Games /Sony Interactive Entertainment - Super Mario Odyssey - Nintendo - Assassin's Creed : Origins - Ubisoft Montreal - Uncharted : The Lost Legacy - Naughty Dog                                                       | - Persona 5 - Atlus - Nier : Automata - Platinium Games/Square Enix - Divinity: Original Sin II - Larian Studios - Final Fantasy XV - Square Enix - South Park: L'annale du destin - Obsidian Entertainment |
| Meilleur jeu de combat | Meilleur jeu pour la famille |
| - Injustice 2 - NetherRealm Studios - ARMS - Nintendo - Tekken 7 - Bandai Namco Entertainment - Nidhogg 2 - Messhof Games - Marvel vs Capcom : Infinite - Capcom | - Super Mario Odyssey - Nintendo - Mario Kart 8 Deluxe - Nintendo - Splatoon 2 - Nintendo - Mario + The Lapins Crétins : Kingdom Battle - Ubisoft - Sonic Mania -TaxMan /Headcannon |
| Meilleur jeu de stratégie | Meilleur jeu de sport/course |
| - Mario + The Lapins Crétins : Kingdom Battle - Ubisoft - Halo Wars 2 - Creative Assembly /343 Industries - Total War: Warhammer II - Creative Assembly - Tooth and Tail - Pocketwatch Games - XCOM 2: War of the Chosen - Firaxis Games                                                                         | - Forza Motorsport 7 -Turn 10 Studios - NBA 2K18 - Visual Concepts /2K Sports - Pro Evolution Soccer 2018 - PES Productions /Konami \| - Gran Turismo Sport - Polyphony Digital - FIFA 18 - EA Sports - Project Cars 2 - Slightly Mad Studios                                                                   |
| Meilleur jeu multijoueur | Meilleur premier jeu indépendant |
| - PlayerUnknown's Battlegrounds - PUBG Corporation - Call of Duty: WWII - Sledgehammer Games - Destiny 2 - Bungie - Fortnite - Epic Games - Mario Kart 8 Deluxe - Nintendo - Splatoon 2 - Nintendo | - Cuphead - StudioMDHR - Golf Story - Sidebar Games - Hollow Knight - Team Cherry - Mr. Shifty - Team Shifty - Slime Rancher - Monomi Park |
| Meilleur jeu étudiant | Jeu le plus attendu |
| - Level Squared - Université de Swinburne - Falling Sky - National Film and Television School - From Light - Université du Sud de la Californie - Hollowed - Université du centre de la Floride - Impulsion - Institut de l'Internet et du Multimédia - Meaning - DigiPen Institute of Technology                | - The Last of Us Part II - Naughty Dog - God of War - Santa Monica Studio - Marvel's Spider-Man - Insomniac Games - Monster Hunter: World - Capcom - Red Dead Redemption 2 - Rockstar Games |
| Meilleur jeu E-Sport | Meilleur joueur E-Sport |
| - Overwatch - Blizzard Entertainment - Counter-Strike : Global Offensive - Valve - Dota 2 - Valve - Rocket League - Psyonix - League of Legend - Riot Games | - Lee Sang-hyeok "Faker" - SK Telecom T1 - Marcelo "coldzera" David - SK Gaming - Nikola "NiKo" Kovac - FaZe Clan - Je-hong "ryujehong” Ryu - Seoul Dynasty - Kurosh "KuroKy" Salehi Takhasomi - Team Liquid |
| Meilleure équipe E-sport | Créateur de contenu de l'année |
| - Cloud9 - SK Telecom T1 - FaZe Clan - Team Liquid - Lunatic-Hai | - Dr DisRespect - Andrea Rene - Halfcoordinated - Shroud - Steven Spohn |

### Nominations/Prix multiples
| Nombres de nominations | Nombres de prix | Jeux                                        |
| ---------------------- | --------------- | ------------------------------------------- |
| 6                      | 3/6             | The Legend of Zelda : Breath of the Wild    |
| 6                      | 1/6             | Super Mario Odyssey                         |
| 6                      | 0/6             | Destiny 2                                   |
| 6                      | 0/6             | Horizon : Zero Dawn                         |
| 5                      | 3/5             | Cuphead                                     |
| 5                      | 3/5             | Hellblade: Senua's Sacrifice                |
| 4                      | 1/4             | Persona 5                                   |
| 4                      | 1/4             | Wolfenstein II: The New Colossus            |
| 3                      | 1/3             | Nier : Automata                             |
| 3                      | 1/3             | PlayerUnknown's Battlegrounds               |
| 3                      | 1/3             | Resident Evil 7: Biohazard                  |
| 3                      | 1/3             | What Remains of Edith Finch                 |
| 3                      | 0/3             | Uncharted : The Lost Legacy                 |
| 2                      | 2/2             | Overwatch                                   |
| 2                      | 1/2             | Mario + The Lapins Crétins : Kingdom Battle |
| 2                      | 0/2             | Mario Kart 8 Deluxe                         |
| 2                      | 0/2             | Night in the Woods                          |
| 2                      | 0/2             | Splatoon 2                                  |